# Сумуру (фільм)
«Сумуру» (Sumuru) — південноафриканський науково-фантастичний фільм 2003 року, знятий режисером Дарреллом Рудтом. Фільм заснований на серії радіооповідань «Shadow of Sumuru», створених у 1945—1946 роках для радіо «ВВС» письменником Саксом Ромером.

## Про фільм
Через вірус жінки на Землі стали безплідними. В цьому часі згадють про колонію, яка утворилася на планеті Антаріс 914 років тому. Звідти сподіваються отримати протиотруту.
Про найвіддаленішу колонію Землі забули протягом 900 років. Відрізані від решти всесвіту, на планеті чоловіки стали тваринами, які працюють, а жінки правлять. Адам та Джейк на космічному кораблі летять до далекої планети Антар.
Проведене ним геосканування планети показало, що тут відбуваються незворотні тектонічні зміни. Цій планеті залишилося жити 2-3 місяці.

## Знімались
| Актор           | Роль   |
| --------------- | ------ |
| Александра Камп | Сумуру |
| Майкл Шенкс     | Адам   |
| Сімона Вільямс  | Таксан |
| Клайв Скотт     | шахтар |